# Мадлунг, Александер
Алекса́ндер Ма́длунг (нем. Alexander Madlung; 11 июля 1982, Брауншвейг) — немецкий футболист, защитник.

## Карьера
Футболом начал заниматься в родном городе, попал в школу брауншвейгского «Айнтрахта». Вскоре его приметили скауты «Герты», куда он попал в 1999 году. За «Герту» дебютировал в сезоне 2002/03.
В июле 2006 года он перебрался в «Вольфсбург» за 1,3 миллиона евро. Именно из «Вольфсбурга» он получил приглашение в национальную сборную, за которую сыграл 2 матча. Его контракт с «волками» истёк летом 2013 года.
2 января 2014 года Мадлунг подписал контракт с франкфуртским «Айнтрахтом» до 30 июня 2015 года.
21 октября 2015 года Мадлунг подписал до 30 июня 2017 года контракт с «Фортуной». В конце сезона 2016/17 Мадлунг завершил карьеру.

## Достижения
- Чемпион Германии (1): 2008/09